# Mathis Holcbecher
Mathis Jan Holcbecher (* 21. Januar 2001 in Genf) ist ein Schweizer Fussballspieler.

## Karriere

### Verein
Holcbecher begann seine Laufbahn in der Jugend des Servette FC. Im Frühjahr 2019 wurde er in das Kader der zweiten Mannschaft befördert, für die er bis Saisonende sieben Partien in der fünftklassigen 2. Liga interregional absolvierte. In der folgenden Saison 2019/20 kam er zu zwölf Einsätzen in der fünfthöchsten Schweizer Liga, bevor die Spielzeit wegen der COVID-19-Pandemie abgebrochen wurde. Am 31. Juli 2020 gab er bei der 1:3-Niederlage gegen den FC Lugano sein Debüt für die erste Mannschaft in der erstklassigen Super League, als er in der 59. Minute für Andrea Maccoppi eingewechselt wurde. Bis Saisonende kam er zu insgesamt zwei Einsätzen in der ersten Schweizer Spielklasse. In der Spielzeit 2020/21 bestritt der Mittelfeldspieler fünf Partien für die Reserve, ehe die fünfte Liga COVID-bedingt erneut vorzeitig beendet wurde. Zudem kam er zu drei Kurzeinsätzen für die Profis in der Super League.

### Nationalmannschaft
Holcbecher durchlief zwischen 2016 und 2019 vier Schweizer U-Nationalmannschaften.